# Місто мрії
«Місто мрії» (рос. Город мечты) — український анімаційний фільм 2011 року, режисер — Крістіан Костінін.

## Сюжет
В центрі сюжету хлопчик Назар та дівчинка Ганнуся вирішили зіграти у гру з податками зі своім татом. У цій грі треба не тільки кидати кубика, але ще й перераховувати гроші купувати підприємства. Але вони грали з іграшкою мишою яка не заплатила податки. І вони вирішили потрапити в офіс миши де ніхто не платив їх. Коли Ганнуся, Назар та тато знайшли мишка вони сказали йому, щоб він заплатив. Але раптом в офісі мишка трапилась пожежа ні єдина служба не стала їхати на допомогу через не сплачування податків. Але Ганнуся Назар та тато потушили вогонь, і миша заплатив податки. Якщо ми будемо платити податки, наше місто стане кращим.

## Над фільмом працювали
- Автор ідеї: Олександр Клименко;
- Сценаристи: Вадим Шинкарьов, Людмила Богданова;
- Режисер: Крістіан Костінін;
- Продюсери: Артем Шеремет, Вікторія Кияниця;
- Технічний директор: Ярослав Столярчук;
- Художник постановник: Крістіан Костінін;
- Сторіборд: Володимир Комчугов;
- Супервайзер пост продакшн: Максим Мацюк;
- Провідний аніматор: Володимир Комчугов;
- Аніматори: Віталій Віленко, Маляренко Оксана, Костянтин Федоров, Ганна Шиманська, Михайло Титов (у титрах Тітов Михайло);
- Художники по персонажам: Володимир Комчугов, Ольга Шорохова;
- Художники по фонам: Валентина Серцова, Прищепова Вікторія, Олена Дроздова;
- Промальовування/Фазування: Олена Дроздова, Ольга Шорохова, Наталія Голубець, Валентина Кузьмич, Тетяна Фархад, Марина Король, Мирослава Давидовська, Юлія Руденко, Олена Малакова, Оксана Петрушевська, Віктор Ковтанець;
- Заливка: Олена Савінова, Ганна Гончаренко, Лілія Цесельська, Ганна Раєнок, Ольга Шорохова, Оксана Курило;
- Сканувальник: Христина Мацепура;
- Музика/SFX: Кахабер Алавердашвіллі;
- Композитори та автори слів: TaLila (у титрах Talila), Олександр Стьоганов, Тамерлан, Олена Омаргалієва, Студія звукозапису «ТВплюс».

### Ролі озвучували:
- Сергій Кузін,
- Катерина Буцька,
- Тетяна Зіновенко,
- Роман Чупіс (у титрах Роман Чупис),
- Іван Городецький,
- Євген Пашин (у російській версії не вказаний).